# Veghel
Veghel  è una località e un'ex-municipalità dei Paesi Bassi situata nella provincia del Brabante Settentrionale. 
Soppressa il 31 dicembre 2016, il suo territorio, assieme a quello delle ex-municipalità di Schijndel e di Sint-Oedenrode, è andato a formare la nuova municipalità di Meierijstad.